# Старокостјантинив
Старокостјантинив (укр. Старокостянтинів) град је Украјини у Хмељничкој области. Према процени из 2012. у граду је живело 34.994 становника.

## Становништво
Према процени, у граду је 2012. живело 34.994 становника.
| 1979.  | 1989.  | 2001.  | 2012.  |
| ------ | ------ | ------ | ------ |
| 27.356 | 33.204 | 35.206 | 34.994 |